# Heinkenborstel
Heinkenborstel er en kommune og en by i det nordlige Tyskland, beliggende i Amt Mittelholstein i den sydlige del af Kreis Rendsborg-Egernførde. Kreis Rendsborg-Egernførde ligger i den centrale del af delstaten Slesvig-Holsten.

## Geografi
Heinkenborstel ligger omkring 17 km nordvest for Neumünster og 20 km syd for Rendsborg i Naturpark Aukrug. Mod vest løber Bundesstraße 77 fra Rendsborg mod Itzehoe, mod syd Bundesstraße 430 fra Neumünster mod Meldorf.